# 藤原ヒロ
藤原 ヒロ（ふじわら ヒロ、12月23日 - ）は、日本の女性漫画家。血液型はB型。兵庫県神河町出身。
京都精華大学人文学部卒業。2004年、「和泉 ヒロ」名義にて投稿した「帰り道、雪の熱」で、第145回ララまんが家スカウトコース・ベストルーキー賞を受賞。同年、「紅い夢」で白泉社第36回ララまんがグランプリ・フレッシュデビュー賞を受賞。2006年、「会長はメイド様!」で第31回白泉社アテナ新人大賞デビュー優秀者賞を受賞。『LaLa』、『LaLa DX』に作品を掲載し活動。
代表作『会長はメイド様!』は、2010年にテレビアニメ化された。

## 作品リスト

### 連載
- 会長はメイド様!（『LaLa』2006年6月号[6] - 2013年11月号[7]）
- ユキは地獄に堕ちるのか（『LaLa』2014年4月号[8] - 2016年11月号[9]）
- 月島くんの殺し方（『LaLaDX』2020年1月号[10] - 2022年11月号[11]）
- 猫にワガママ（『LaLaDX』2025年3月号[12] - ）

### 読切
- 帰り道、雪の熱（『LaLaDX』2004年5月号）
- 紅い夢（『LaLaDX』2004年11月号）
- 半熟ウルフ（『LaLaスペシャル』2004年12月号）
- 君の陽だまり（『LaLaDX』2005年3月号）
- 少年スクランブル（『LaLa』2005年6月号）
- 透明な世界（『LaLaDX』2005年11月号） - 『会長はメイド様!』第1巻収録
- 境界の死神（『黒LaLa』、2011年）
- このままじゃダメみたいです（『青LaLa』、2012年）
- #はぐれ路地（『LaLa』2017年9月号）
- 胸キュン上等!（『LaLa』2019年4月号）
- ダンキラ!!!（『LaLa』2019年9月号） - モバイルゲーム『ダンキラ!!! - Boys, be DANCING!-』のコミカライズ
- 狂騒サイレント（『LaLa』2024年5月号[13]）

### 書籍
- 『会長はメイド様!』、白泉社 〈花とゆめコミックス〉、2006年 - 2014年、全18巻
  - 『会長はメイド様!マリアージュ』、白泉社 〈花とゆめコミックス〉、2018年、全1巻
- 『ユキは地獄に堕ちるのか』、白泉社 〈花とゆめコミックス〉、2014年 - 2017年、全6巻
- 『ダンキラ!!! 公式コミック&ガイド ドラマCD付き シアターベル・TOXIC編』、白泉社 〈花とゆめコミックススペシャル〉、2020年、全1巻
- 『月島くんの殺し方』、白泉社 〈花とゆめコミックス〉、2020年 - 2023年、全4巻